# Sami Hafez Annan
Sami Hafez Annan (en arabe : سامي حافظ عنان), né le 2 février 1948, est un lieutenant-général des forces armées égyptiennes et homme politique.

## Biographie

### Carrière militaire
Il est nommé chef d'état-major en 2005.

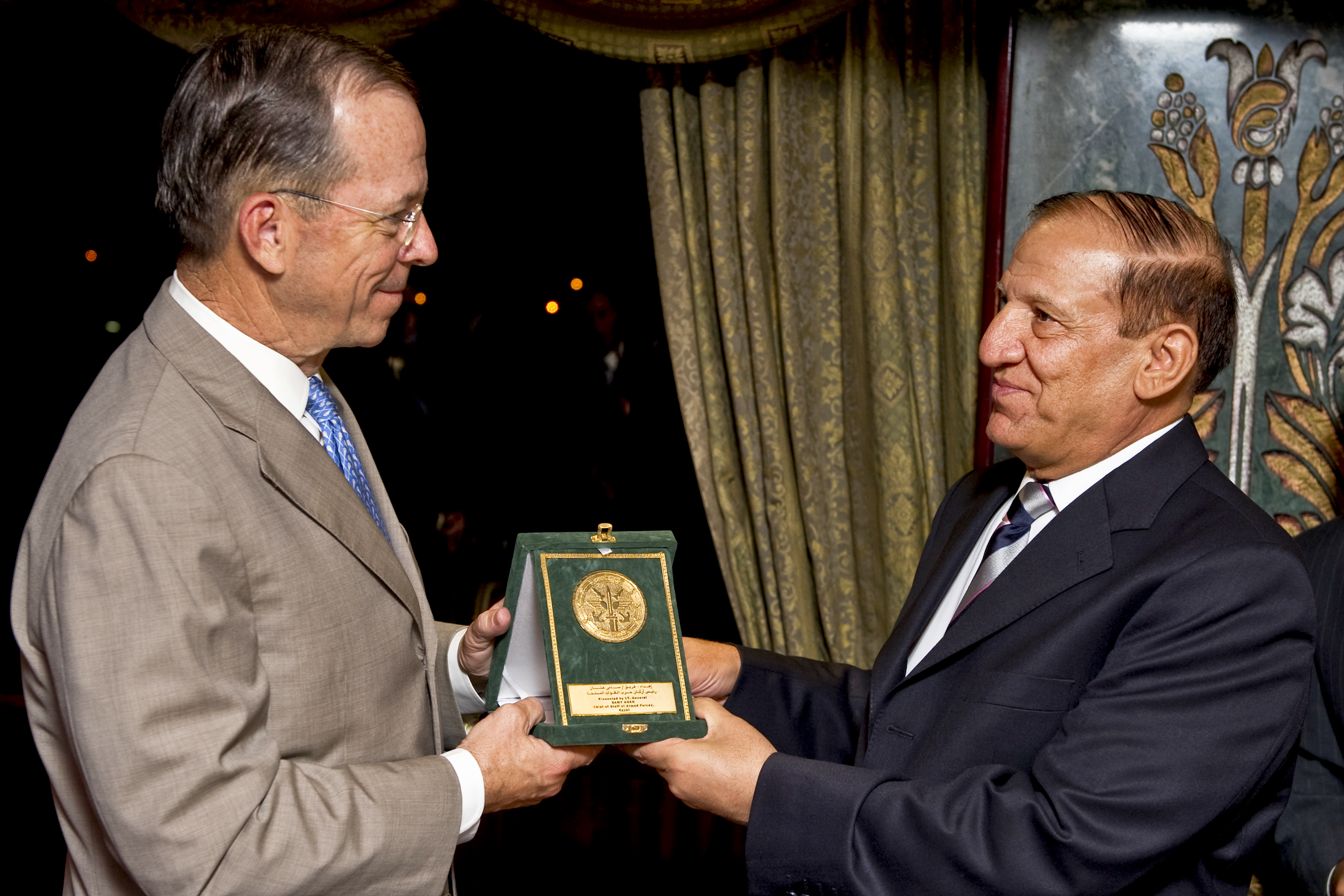
Sami Hafez Annan (à droite) en compagnie de l'amiral Michael Mullen (à gauche), en 2011.

Il est le vice-président du Conseil suprême des forces armées, organe exécutif transitoire mis en place entre le 11 février 2011, date de la démission de Hosni Moubarak et le 30 juin 2012, date de l'investiture du président Mohamed Morsi.
Le 12 août 2012, Morsi abroge le décret constitutionnel du 17 juin donnant les pouvoirs législatifs au Conseil suprême des forces armées et met à la retraite le lieutenant-général Annan et le ministre de la Défense Mohamed Hussein Tantawi.

### Carrière politique
Il est membre du Parti arabiste égyptien, qu'il a fondé en 2014 dans la perspective des élections législatives égyptiennes de 2015. Celui-ci est dirigé par son fils Samir. Néanmoins, le parti n'obtient pas de députés.

### Tentative de candidature à la présidentielle de 2018 et arrestation
Le 12 janvier 2018, son parti annonce sa candidature à l'élection présidentielle égyptienne de 2018 et le 16 janvier 2018 le dirigeant de sa campagne à l'étranger et son porte-parole Mahmoud Refaat la confirme sur son compte officiel sur Twitter. Il officialise celle-ci le 19 janvier. Il appelle les institutions à être neutres et à ne pas soutenir un « président dont le mandat prendra fin dans quelques mois ». Il promet de nommer Hicham Geneina, ancien président de l'autorité de contrôle des comptes publics limogé par le président Abdel Fattah al-Sissi en 2016 après la publication d'un rapport sur la corruption, et l'universitaire Hazem Hosni comme vice-présidents de la République.
Le 23 janvier 2018, il est arrêté par la justice militaire, accusé d'avoir falsifié des documents relatifs à sa retraite de l'armée. Le soir même, la commission électorale décide de retirer son nom de la liste de candidats à parrainer. La justice militaire interdit également à la presse de communiquer sur l'affaire. Depuis, son entourage se dit sans informations sur son sort. Son avocat annonce finalement qu'il est détenu dans une prison militaire. Quelques jours plus tard, Geneina est agressé par des individus à l'œil et à un bras.
Le 28 janvier 2018, dans une lettre ouverte, Mohamed Anouar el-Sadate, Abdel Moneim Aboul Foutouh, candidat à la présidentielle de 2012, Hicham Geneina et Hazem Hosni, qui dirigeaient la campagne d'Annan avant son arrestation, ainsi que le scientifique Essam Heggi, appellent à boycotter le scrutin en évoquant un « climat de peur » et « un calendrier électoral ne donnant pas aux candidats une réelle chance de se présenter ». Le 13 février, Hicham Geneina est arrêté et déféré devant le parquet militaire. Le 14 février, Abdel Moneim Aboul Foutouh est lui aussi arrêté.
Il est libéré le 23 décembre 2019.